# Хетероциклично съединение
Хетероциклични (хетероциклени) съединения са циклични съединения с поне два различни атома, участващи в изграждането на пръстенната система. Те са противоположни на хомоцикличните съединения (карбоциклични съединения), които притежават атоми само на един химичен елемент.
Въпреки че хетероцикличните съединения могат да са неорганични, повечето съдържат поне един въглероден атом и един или повече атоми на елемент, различен от въглерода в своята пръстенна структура, като най-често това са азот, кислород или сяра. Откакто в органичната химия е възприето, че невъглеродните атоми заместват въглеродните, те започват да се наричат хетероатоми (означващо „различни от въглерод и водород“). Въпреки това пръстен, съставен само от хетероатоми, също е хомоцикличен. IUPAC препоръчва номенклатурата на Ханч – Видман за наименуването на хетероцикличните съединения.
Хетероцикличната химия е клонът на химията, отнасящ се до синтеза, свойствата и приложенията на хетероцикличните съединения.

## История на хетероцикличната химия
Нейното развитие започва в началото на XIX век, едновременно с развитието на органичната химия. Някои по-важни открития:
1818 – Брунатели изолира алоксан от пикочна киселина.
1832 – Дьоберайнер произвежда фурфурал, като обработва скорбяла със сярна киселина.
1834 – Рунге получава пирол чрез суха дестилация на кости.
1906 – Фридландер синтезира индиго.
1936 – Трайбс изолира хлорофилни производни от суров петрол, обяснявайки биологичния му произход.

## Класификация според електронната структура
Хетероцикличните съединения лесно могат да бъдат класифицирани според електронната им структура. Наситените хетероцикли се държат подобно на ациклени производни. По този начин пиперидинът и тетрахидрофуранът представляват конвенционални амин и етер с модифицирани стерични вериги. По тази причина хетероцикличната химия се съсредоточава по-точно върху ненаситените производни, като преобладава изучаването и употребата на пет- и шестатомни пръстени (пиридин, пирол, тиофен и фуран). Друг голям клас хетероцикли са такива, включващи кондензирано бензеново ядро, които за пиридин, пирол, тиофен и фуран респективно са хинолин, индол, бензотиофен и бензофуран. Кондензирането на две бензенови ядра към хетероцикъла дава началото на трети клас съединения, съответно акридин, карбазол, дибензотиофен и дибензофуран. Ненаситените пръстени могат да се класифицират според участието на хетероатом в π-електронната системата.

## Кондензирани ядра
Хетероцикличните пръстенни системи формално се получават при кондензирането (слепването) с други пръстенни системи, били те хомоциклични или хетероциклични, притежават разнообразие от тривиални или систематични наименования. Например пирол с кондензирано бензеново ядро се нарича индол или изоиндол в зависимост от ориентацията. Пиридиновите аналози са хинолин и изохинолин. За азепина, съответно бензазепин, като тука предпочетена е представката „бенз(о)-“. По подобен начин съединенията с две бензенови ядра скрепени за централен хетероцикъл са карбазол, акридин и дибензоазепин.
|                      | Наситени                   | Наситени                     | Наситени                        | Ненаситени           | Ненаситени                  | Ненаситени                   | Ненаситени |
| Хетероатом           | Азот                       | Кислород                     | Сяра                            | Азот                 | Кислород                    | Сяра                         |            |
| Триатомен пръстен    | Триатомен пръстен          | Триатомен пръстен            | Триатомен пръстен               | Триатомен пръстен    | Триатомен пръстен           | Триатомен пръстен            |            |
| -------------------- | -------------------------- | ---------------------------- | ------------------------------- | -------------------- | --------------------------- | ---------------------------- | ---------- |
| Име                  | Азиридин (азиран)          | Оксиран                      | Тийран                          | Азирин               | Оксирен                     | Тийрен                       |            |
| Структура            | Структура на азиридин      | Структура на оксиран         | Структура на тийран             | Структура на азирин  | Стурктура на оксирен        | Структура на тийрен          |            |
| Четириатомен пръстен |                            |                              |                                 |                      |                             |                              |            |
| Име                  | Азетидин (азетан)          | Оксетан                      | Тиетан                          | Азет                 | Оксет                       | Тиет                         |            |
| Структура            | Структура на азетидин      | Структура на оксетан         | Структура на тиетан             | Структура на азет    | Структура на оксетиев йон   | Структура на тиетиев йон     |            |
| Петатомен пръстен    |                            |                              |                                 |                      |                             |                              |            |
| Име                  | Пиролидин (пиролан)        | Тетрахидрофуран              | Тетрахидротиофен (оксан)        | Пирол                | Фуран                       | Тиофен                       |            |
| Структура            | Структура на пиролидин     | Структура на тетрахидрофуран | Структура на тетрахидротиофен   | Структура на пирол   | Структура на фуран          | Структура на тиофен          |            |
| Шестатомен пръстен   |                            |                              |                                 |                      |                             |                              |            |
| Име                  | Пиперидин (азоциклохексан) | Тетрахидропиран              | Тиан                            | Пиридин              | Пиран                       | Тиопиран                     |            |
| Структура            | Структура на пиперидин     | Структура на тетрахидропиран | Структура на тетрахидротиопиран | Структура на пиридин | Структура на пирилиев йон   | Структура на тиопирилиев йон |            |
| Седематомен пръстен  |                            |                              |                                 |                      |                             |                              |            |
| Име                  | Азепан                     | Оксепан                      | Тиепан                          | Азепин               | Оксепин                     | Тиепин                       |            |
| Структура            | Структура на азепан        | Структура на оксепан         | Структура на тиепан             | Структура на азепин  | Структура на оксепин        | Структура на тиепин          |            |
| Осематомен пръстен   |                            |                              |                                 |                      |                             |                              |            |
| Име                  | Азокан                     | Оксокан                      | Тиокан                          | Азоцин               | Оксоцин                     | Тиоцин                       |            |
| Структура            | Структура на азокан        | Структура на оксокан         | Структура на тиокан             | Структура на азоцин  | Структура на оксоциниев йон | Структура на тиоциниев йон   |            |
| Деветатомен пръстен  |                            |                              |                                 |                      |                             |                              |            |
| Име                  | Азонан                     | Оксонан                      | Тионан                          | Азонин               | Оксонин                     | Тионин                       |            |
| Структура            | Структура на азонан        | Структура на оксонан         | Структура на тионан             | Структура на азонин  | Структура на оксонин        | Структура на тионин          |            |
| Десетатомен пръстен  |                            |                              |                                 |                      |                             |                              |            |
| Име                  | Азекан                     | Оксекан                      | Тиекан                          | Азецин               | Оксецин                     | Тиецин                       |            |
| Структура            | Структура на азекан        | Структура на оксекан         | Структура на тиекан             | Структура на азецин  | Структура на оксециниев йон | Структура на тиециниев йон   |            |